# Martin Kröber

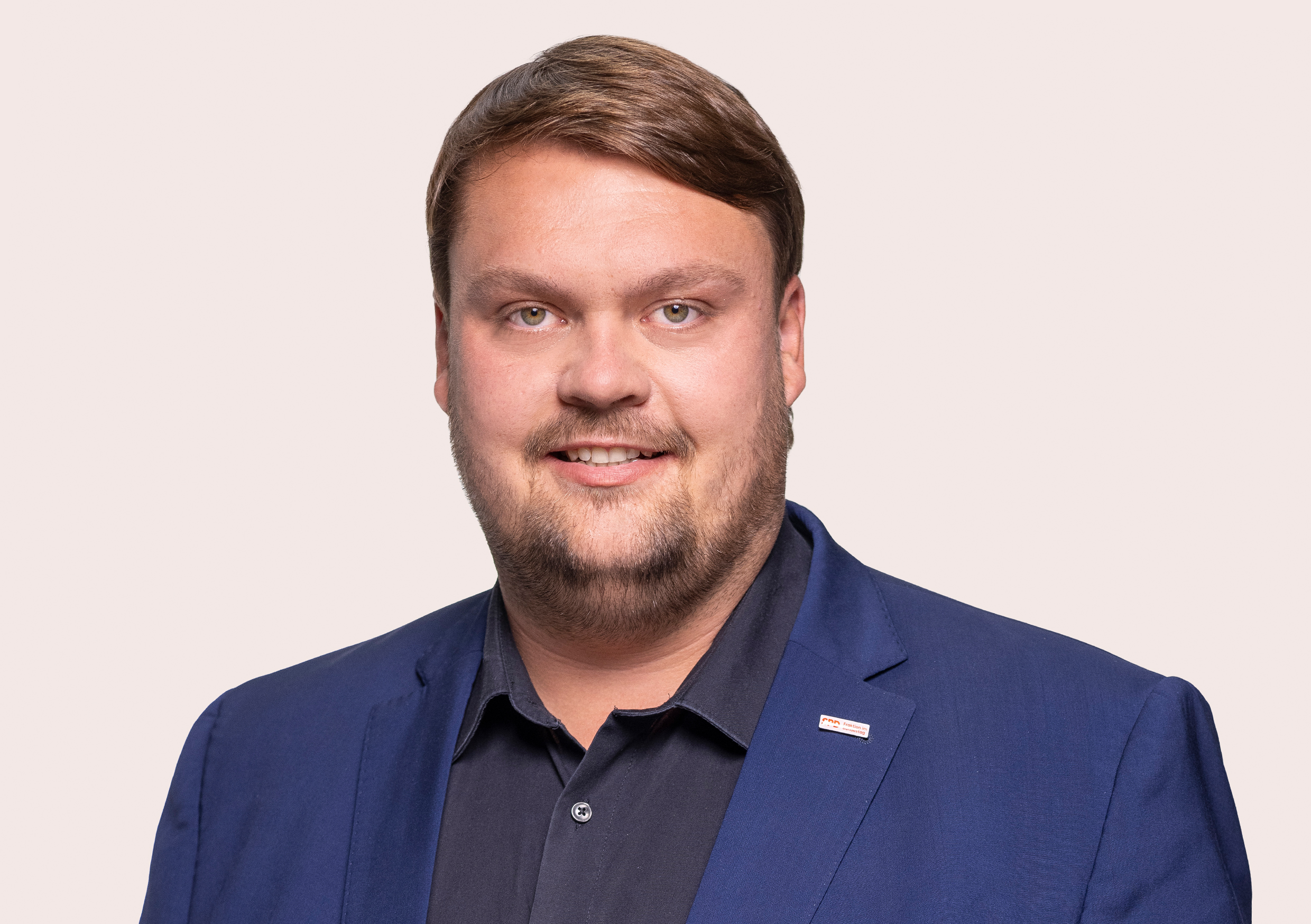
Martin Kröber (2021)

Martin Kröber (* 12. Februar 1992 in Halberstadt) ist ein deutscher Politiker (SPD) und seit 2021 Mitglied des Deutschen Bundestages.

## Leben und Beruf
Martin Kröbers Vater ist Eisenbahner und Betriebsratsvorsitzender. Seine Mutter arbeitet als Servicemitarbeiterin im Einzelhandel.
Von Juni 2009 bis August 2009 arbeitete er im Bundestagsbüro des SPD-Abgeordneten Andreas Steppuhn, der im September aus dem Bundestag ausschied. Daraufhin arbeitete Kröber bis Mai 2010 bei der AOK Sachsen-Anhalt. Danach war er bis Oktober 2013 Büroleiter im Wahlkreisbüro der SPD-Bundestagsabgeordneten Silvia Schmidt, die bei der Bundestagswahl 2013 nicht erneut kandidierte. Anfang 2012 bis Ende 2013 war er beim Trägerwerk „Soziale Dienste Berlin Brandenburg“ tätig. Von April 2014 bis April 2020 war er bei der Industriegesellschaft Bauen-Agrar-Umwelt angestellt. 2016 hat er bei der IG BAU eine interne Ausbildung zum Gewerkschaftssekretär abgeschlossen.
Er war unter anderem 2018 für die Koordinierung des Arbeitskampfes der Gebäudereiniger in Sachsen-Anhalt, Thüringen und Sachsen tätig. Später folgte ein bundesweit geltender Rahmentarifvertrag. Im Mai 2020 wechselte er zur Eisenbahn- und Verkehrsgewerkschaft, wo er für die Beratung von Arbeitnehmerinnen und Arbeitnehmern sowie auch ganzer Betriebsgremien in Arbeits- und Sozialrecht als Geschäftsstellenleiter in Sachsen-Anhalt tätig ist.

## Politische Tätigkeiten
Martin Kröber ist seit 2008 SPD-Mitglied. Von 2009 bis 2011 war er im Vorstand der SPD Halberstadt und Sprecher der Juso-Schüler*innen. Von 2009 bis 2014 war er im Kreisvorstand der SPD Harz. Von 2010 bis 2012 war er stellvertretender Koordinator des Jusos-Arbeitskreises „Gegen Rechts“ und ab 2012 bis 2014 Koordinator. Von 2011 bis 2014 war er stellvertretender Vorsitzender der SPD Halberstadt. Seit 2018 ist er Mitorganisator der Arbeitnehmer*innen-Initiative der SPD. Seit 2019 ist er Revisor des SPD-Landesvorstandes und Bundesausschussvertreter der Jusos Sachsen-Anhalt.
Bei der Bundestagswahl 2021 gewann er mit 25,3 % der Erststimmen das Direktmandat im Bundestagswahlkreis Magdeburg und zog damit in den 20. Deutschen Bundestag ein. Zudem kandidierte er auf Platz 3 der Landesliste der SPD Sachsen-Anhalt. Im 20. Deutschen Bundestag war Kröber ordentliches Mitglied im Verkehrsausschuss und im Petitionsausschuss. Er ist Sprecher der Landesgruppe Sachsen-Anhalt und stellvertretender Sprecher der Landesgruppe Ost der SPD-Bundestagsfraktion.
Bei der Bundestagswahl 2025 konnte Kröber kein Direktmandat erzielen, zog aber über die Landesliste der SPD Sachsen-Anhalt in den 21. Bundestag ein. In der 21. Wahlperiode ist er erneut Mitglied des Verkehrsausschusses.

## Politische Positionen
Am 3. Juni 2022 stimmte er als einer von neun Abgeordneten der SPD-Fraktion gegen das Sondervermögen Bundeswehr.

## Mitgliedschaften
Kröber war von 2011 bis 2014 ehrenamtlich im Deutschen Gewerkschaftsbund-Landesjugendausschuss Sachsen-Anhalt tätig. Seit 2010 ist er Mitglied der IG Metall. Seit 2014 ist er durch seine damalige Anstellung Mitglied bei der Industriegesellschaft Bauen-Agrar-Umwelt. Sechs Jahre bevor er bei der Eisenbahn- und Verkehrsgewerkschaft zu arbeiten anfing, wurde er 2014 Mitglied. Seit 2017 ist er Mitglied im Kassler Kreis und seit 2018 Mitglied der AWO. Seit 2020 ist er Mitglied des DGB-Landesvorstandes und Mitglied im Aufsichtsrat der Nahverkehrsservice Sachsen-Anhalt GmbH.

## Privates
Kröber ist verheiratet und wohnt in Magdeburg.